# Dalkia Polska
Dalkia Polska – grupa działająca w zakresie usług energetycznych, będąca częścią francuskiej Grupy Dalkia, należącej do Grupy Électricité de France (EDF). Specjalizuje się także w prowadzeniu i rozwijaniu działalności ciepłowniczej na terenie konurbacji śląsko-dąbrowskiej.
Dalkia Polska współpracuje z klientami z branż przemysłu ciężkiego, motoryzacji, farmacji, FMCG i ciepłownictwa. Dostarcza zaawansowane rozwiązania dekarbonizacyjne w celu zwiększenia niezależności energetycznej i redukcji emisji CO2.
W skład Grupy w Polsce wchodzą: Dalkia Polska – spółka holdingowa, Dalkia Polska Energia – dostawca ciepła systemowego, oraz Dalkia Polska Solutions – oferująca zintegrowane rozwiązania energetyczne.
Od lipca 2021 roku funkcje prezesa zarządu spółki Dalkia Polska sp. z o.o. oraz dyrektora generalnego Grupy Dalkia Polska pełni Jacek Chodkowski.

## Historia
Dalkia w Polsce rozpoczęła swoją działalność w 2014 roku jako DK Energy Polska. W kolejnych latach firma uległa konsolidacji i rozbudowie. W 2015 r. dołączył do niej operator ZEC Katowice, działający w obszarze rozwoju miejskich sieci ciepłowniczych. W 2017 r. do grupy dołączyła spółka inżynieryjna Matex Controls. W 2018 r. Dalkia w Polsce przeszła rebranding, który zaowocował ujednoliceniem nazw spółek zależnych i podkreśleniem ich przynależności do przedsiębiorstwa macierzystego. Od tego czasu spółki zależne Dalkii Polska działają pod wspólną marką, dzieląc się na segmenty: Dalkia Polska Energia – dawniejszy ZEC Katowice, oraz Dalkia Polska Solutions – wcześniej Matex Controls.

## Obszar działalności
Głównym obszarem działalności spółek Grupy Dalkia Polska jest prowadzenie i rozwijanie działalności ciepłowniczej na terenie konurbacji śląsko-dąbrowskiej oraz dekarbonizacja przemysłu i ciepłownictwa jako odpowiedź na niewystarczającą efektywność energetyczną przedsiębiorstw oraz pogarszającą się sytuację klimatyczną.
Działalność biznesowa grupy opiera się na trzech filarach:
1. Ograniczanie kosztów energii w przemyśle i ciepłownictwie
2. Transformacja energetyczna i dekarbonizacja
3. Ciepło systemowe

Grupa współpracuje z branżami przemysłowymi, m.in. branżą spożywczą, chemiczną, hutniczą, farmaceutyczną, ciepłowniczą, papierniczą, oraz zbrojeniową.

## Specyfika działalności
W Polsce działalność Dalkii opiera się na trzech głównych spółkach:
Dalkia Polska – holdingowa spółka macierzysta, stanowi centralę zespołu ds. finansowania i rozwoju projektów dla klientów przemysłowych. Zajmuje się zarządzaniem inicjatywami i inwestycjami grupy.
Dalkia Polska Energia skupia się na oferowaniu szerokiego spektrum rozwiązań energetycznych. Kluczowe obszary działalności obejmują:
- Systemowe rozwiązania ciepłownicze, w tym ciepło systemowe i obsługa węzła cieplnego, które cechują niezawodność i efektywność dostaw energii.
- Usługi pozasystemowe jak trigeneracja i rozwiązania wyspowe, będące kompleksowymi i autonomicznymi źródła energii.
- Budowę źródeł gazowych i obsługę kotłowni gazowych, które wciąż są niezbędne dla bezpieczeństwa energetycznego i efektywności operacyjnej, ponieważ OZE nie jest obecnie dostępne na skalę pozwalającą na zrezygnowanie z paliw tradycyjnych.

Dalkia Polska Solutions skupia się na dostarczaniu rozwiązań energetycznych, które wspierają przemysł oraz sektor ciepłowniczy w procesie transformacji energetycznej i dekarbonizacji. Działalność firmy skupia się na redukcji kosztów energii oraz zwiększeniu efektywności energetycznej poprzez:
- Magazynowanie ciepła i chłodu, umożliwiające efektywne zarządzanie zapotrzebowaniem na energię i optymalizację kosztów operacyjnych.
- Instalacje sprężonego powietrza i wytwarzanie chłodu, które są niezbędne w wielu procesach przemysłowych.
- Układy Organic Rankine Cycle (ORC), przekształcające ciepło odpadowe w energię elektryczną, zwiększając efektywność energetyczną.

Spółka działa także w obszarze dekarbonizacji, wdrażając rozwiązania takie jak:
- Kotły na biomasę, kotły elektryczne i kotły na biometan, które oferują alternatywy dla tradycyjnych paliw.
- Kogeneracja gazowa
- Instalacje PV (fotowoltaiczne)
- Pompy ciepła, zarówno sprężarkowe, jak i absorpcyjne, wykorzystujące energię z otoczenia do ogrzewania i chłodzenia obiektów.

## Programy i Inicjatywy

### Women’s Energy In Transition – Polish Edition
Dalkia Polska intensywnie wspiera rozwój kobiet w sektorze energetyki, realizując program Women’s Energy In Transition – Polish Edition. Polska edycja tego programu, zainaugurowana w 2022 roku we współpracy z Politechniką Śląską, jest bezpośrednio zainspirowana programem Dalkii we Francji, mającym na celu promowanie i wspieranie kobiet w energetyce. Inicjatywa ta wyróżnia wybitne prace dyplomowe napisane przez studentki i absolwentki polskich uczelni, które skupiają się na tematyce powiązanej z transformacją energetyczną.
Do grona uczelni partnerskich podczas drugiej edycji programu w 2023 roku oprócz Politechniki Śląskiej dołączyły także Politechnika Warszawska oraz Akademia Górniczo-Hutnicza w Krakowie. Do udziału zgłaszały się studentki i absolwentki z całej Polski.